# Akpor Pius Ewherido
Akpor Pius Ewherido (Ughelli, 4 de mayo de 1963 - 30 de junio de 2013) fue un político nigeriano, representante del Estado del Delta, en la Cámara de Representantes de Nigeria, entre mayo de 1999 y mayo de 2007. Fue elegido senador por Delta Central en las elecciones nacionales de abril de 2011, como parte del Partido Popular Democrático (PPD).

## Biografía
Nacido en Ughelli, era de origen Urhobo. Asistió a Notre Dame College, en Ozoro y Urhobo College, en Effurun, Estado de Delta. Luego pasó a la Universidad de Ife, donde estudió Filosofía. Después de su Servicio Nacional de la Juventud, se convirtió en un hombre de negocios en Warri. También estudió Derecho en la Universidad de Benín, y más tarde fue llamado al colegio de abogados.

### Carrera política
Ewherido se unió al Partido del Congreso de la Unión Nigeriana durante la Tercera República de Nigeria. Después de la transición a la democracia fue expulsado por Sani Abacha, abandonó la política y volvió a trabajar. En 1998 se afilió al Partido Democrático del Pueblo (PDP) y en abril de 1999 fue elegido para representar al Sur de Ughelli en la elección constituyente de la Casa Estatal Delta de la Asamblea. Fue nombrado Vicepresidente de la Cámara cuando se convocó en junio de 1999. Del 15 de mayo de 2000 hasta el 20 de marzo de 2001 fue líder de la Asamblea. Fue reelegido en abril de 2003 y fue Vicepresidente de la Asamblea de mayo de 2003 hasta mayo de 2007. En las elecciones primarias del PDP en 2006, fue candidato para ser gobernador del estado de Delta en las elecciones de abril de 2007, pero no tuvo éxito en las primarias.
Ewherido dejó el PDP con el fin de competir por el Senado de Delta Central formando parte del DPP. En las primarias del DPP fue elegido candidato por un margen estrecho, ganando con 125 votos a favor, 108 para su oponente. En la elección de abril de 2011 ganó con 102.313 votos, por delante de Amori Ighoyota del PDP que obtuvo 85.365 votos.

### Fallecimiento
Ewherido  falleció el 30 de junio del año 2013. Según informó su familia, el fallecimiento fue debido a un accidente cerebrovascular.